# ساراكة
الساراكة (الاسم العلمي:Saraca) هي جنس من النباتات تتبع الفصيلة البقولية من رتبة الفوليات.

## أنواع الساراكة
- ساراكة أشوكية
- ساراكة أنبوبية الأزهار
- ساراكة سولاوسية
- ساراكة مباركة
- ساراكة منثية
- ساراكة هندية
- (الاسم العلمي:Saraca griffithiana)
- (الاسم العلمي:Saraca hullettii)
- (الاسم العلمي:Saraca monadelpha)
- (الاسم العلمي:Saraca schmidiana)
- (الاسم العلمي:Saraca thaipingensis)
- (الاسم العلمي:Saraca camboodiensis)
- (الاسم العلمي:Saraca elmeri)